# Imbituva
Imbituva là một đô thị thuộc bang Paraná, Brasil. Đô thị này có diện tích 758,479 km², dân số năm 2007 là 28295 người, mật độ 38,2 người/km².